# Alessio Lapice
Alessio Lapice (Castellammare di Stabia, 12 agosto 1991) è un attore italiano.

## Biografia
Alessio Làpice scopre la passione per il cinema a 17 anni quando partecipa, con un piccolo ruolo, ad una rappresentazione teatrale allestita da un gruppo di amici. Dopo il diploma si trasferisce a Roma dove frequenta l'accademia Duse International fondata da Francesca De Sapio e Giuseppe Perruccio, e prosegue gli studi con Ivana Chubbuck e Michael Margotta. Nel 2016 continua la sua formazione artistica partecipando a diversi laboratori creativi e iniziative presso il Centro sperimentale di cinematografia.
Nel 2015 partecipa alla fiction trasmessa su Rai 1 Sotto copertura che racconta la storia di Antonio Iovine, boss del clan dei Casalesi, dalla sua latitanza fino alla sua cattura. Successivamente partecipa all'episodio conclusivo di Don Matteo 10 e sempre nello stesso anno prende parte alla serie televisiva russa Endless Summer diretta da Valentina Vlasova.
Nel 2016 lo vediamo nella miniserie televisiva Fuoco amico TF45 - Eroe per amore accanto a Raul Bova e Megan Montaner; interpreta il caporal maggiore Francesco De Lucia, un paramedico che si unisce ad una missione speciale in Afghanistan e che si ritrova coinvolto in una situazione più grande di lui. Nello stesso anno entra nel cast della seconda stagione di Gomorra - La serie, dove interpreta Alfredo Natale, fratello di Tommaso braccio destro del boss Avitabile, padre di Azzurra; Alfredo viene incaricato dal boss di sequestrare un funzionario comunale che però nel tentativo di fuggire viene ucciso dallo stesso Alfredo.
Nel 2017 esordisce al cinema recitando nel film Il padre d'Italia accanto a Luca Marinelli e Isabella Ragonese, mentre il suo primo ruolo da protagonista lo interpreta in Tafanos, film girato in lingua inglese e diretto da Riccardo Paoletti. È protagonista del film Nato a Casal di Principe diretto da Bruno Oliverio, basato su una storia vera e tratto dall'omonimo romanzo scritto a quattro mani dal produttore Amedeo Letizia e dalla giornalista Paola Zanuttini: racconta la vicenda di Paolo Letizia, fratello di Amedeo, rapito nel 1989 in circostanze misteriose e mai più tornato a casa. Il film è stato presentato fuori concorso alla 74ª Mostra internazionale d'arte cinematografica di Venezia.
Nel 2019 esce Il primo re di Matteo Rovere, film storico che narra la fondazione di Roma e in cui Lapice recita insieme ad Alessandro Borghi rispettivamente nei ruoli di Romolo e Remo. Nel settembre dello stesso anno recita, nel ruolo dell'Appuntato, che diventerà Maresciallo dopo il Corso Sottufficiali, Ippazio Calogiuri, nella serie televisiva Imma Tataranni - Sostituto procuratore diretta da Francesco Amato e liberamente tratta dai romanzi di Mariolina Venezia editi da Einaudi. Inoltre è stato inserito da Forbes Italia nella lista dei trenta giovani leader del futuro under 30 nella sezione dell'intrattenimento.
Nel 2022 interpreta il sergente Roller nel film Diabolik - Ginko all'attacco! dei Manetti Bros.

## Filmografia

### Cinema
- Il padre d'Italia, regia di Fabio Mollo (2017)
- Tafanos, regia di Riccardo Paoletti (2017)
- Nato a Casal di Principe, regia di Bruno Oliviero (2017)
- Il primo re, regia di Matteo Rovere (2019)
- Io sto bene , regia di Donato Rotunno (2019)
- Weekend, regia di Riccardo Grandi (2020)
- Peripheric love, regia di Luc Walpoth (2021)
- Diabolik - Ginko all'attacco!, regia dei Manetti Bros (2022)
- Un mexicano en la luna, regia di José Luis Yanes e Cecilia Guerrero (2022)
- Eravamo bambini, regia di Marco Martani (2023)
- Il protagonista, regia di Fabrizio Benvenuto (2024)
- Peripheric Love, regia di Luc Walpoth (2024)

### Televisione
- Sotto copertura - La cattura di Iovine, regia di Giulio Manfredonia – serie TV (2015)
- Endless Summer, regia di Valentina Vlasova  – serie TV, ep. "Roman Holiday" (2015)
- Don Matteo 10, regia di Monica Vullo – serie TV, ep. 26 "Nei secoli fedeli" (2016)
- Fuoco amico TF45 - Eroe per amore , regia di Beniamino Catena – serie TV (2016)
- Gomorra 2 - La serie, regia di Claudio Cupellini – serie TV, episodi 11 "Nella gioia e nel dolore" e 12 "La fine del giorno" (2016)
- Imma Tataranni - Sostituto procuratore, regia di Francesco Amato – serie TV (2019-2025)
- Natale in casa Cupiello, regia di Edoardo De Angelis – film TV (2020)
- Luna Park, regia di Leonardo D'Agostini e Anna Negri – serie Netflix (2021)
- Purché finisca bene - Diversi come due gocce d'acqua, regia di Luca Lucini – film TV (2022)
- La vita che volevi, regia di Ivan Cotroneo – serie Netflix (2024)
- Questi fantasmi!, regia di Alessandro Gassmann – film TV (2024)
- Roberta Valente - Notaio in Sorrento, Vincenzo Pirozzi (2024)

### Cortometraggi
- Rising Heartbeats, regia di Iris Gaeta (2019)[7]

### Documentari
- The Flowers the Fish and Cockerel, regia di Johnny Carrano (2020)[8]

### Videoclip
- Contatto dei Negramaro, regia di Trilathera (2020)
- La cura del tempo dei Negramaro, regia di Trilathera (2021)
- Scusa di Mara Sattei, regia di Bendo (2021)[9]

## Riconoscimenti
- 2018 – Ciak d'oro
  - Candidatura al Migliore attore protagonista per Nato a Casal di Principe. Alessio Lapice – Nato a Casal di Principe
- 2018 – Premio Nastro d'argento della legalità per Nato a Casal Di Principe.[10]
- 2018 – Premio Testimonial del "Sorriso diverso" per Nato a Casal di Principe.“Festival Tulipani di Seta Nera” “ Cinema Quattro Fontane”  Al cinema adesso; “Nato a Casal di Principe”  Total look : David Naman Styling: Vincenzo...
- 2019 – Ciak D’oro candidatura come migliore attore non protagonista per Il Primo Re
- 2019 – Premio Nastro d'argento. Candidatura al Migliore attore non protagonista per Il Primo Re.[11]Alessio Lapice premi | MYmovies.it
- 2019 – Premio  Marettimo Italian Film Festival. Migliore attore non protagonista per Il Primo Re.
- 2018 – Premio Breakout Actor Award per Nato a Casal Di Principe Ischia Global Fest.[12][13]
- 2019 – Premio Actor of the year Fabrique Awards.[14][15][16]
- 2019 –  Premio Actor of the Year Capri Holliwood Award.[17][18]
- 2020 – Menzione speciale Leader del futuro Under 30 - Forbes. [19]
- 2020 – Premio Monte-Carlo Film Festival de la Comédie Leader del futuro Under 30. [20]
- 2023 – Premio d'onore Matera Film Festival.
- 2025  – Premio Nastro D’Argento per il miglior film tv Questi fantasmi. [21] [22]
- 2025 – Premio internazionale Basilicata Marateale. [23]